# Лавров, Фёдор Николаевич
Фёдор Никола́евич Лавро́в (род. 15 ноября 1975, Ленинград) — российский актёр театра и кино, композитор, режиссёр, театральный педагог.

## Биография
Родился 15 ноября 1975 года в Ленинграде в семье актёров: заслуженных артистов РСФСР Николая Лаврова и Натальи Боровковой. Первую роль сыграл в возрасте четырёх лет в спектакле ЛенТЮЗа «Мамаша Кураж и её дети», пел военную песенку «Эй, командир, дай знак привала…»
В 1988 году поступил в ленинградский Театр Юношеского Творчества (ТЮТ).
В 1996 году окончил Санкт-Петербургскую государственную академию театрального искусства (ныне — РГИСИ). С 2007 по 2011 год служил в БДТ имени Г. А. Товстоногова. С 2011 по 2017 работал в МХТ им. А. П. Чехова.
Преподавал в Школе-студии МХАТ на курсе К. Серебренникова (2008—2012).
В 2022 году совместно с Романом Михайловым выступил режиссёром криминальной драмы «Сказка для старых». Сам Лавров определяет жанр картины, как притчу.
С 2022 года — актёр Театра сатиры.

## Творчество

### Театральные работы
БДТ имени Г. А. Товстоногова
- «Весёлый солдат» Н. Н. Садур — Лёшка Шестаков
- «Bella чао!» Данилы Привалова — Персонаж
- «Ночь перед Рождеством» Н. В. Гоголя — Ткач
- «Васса Железнова» Максима Горького — Павел
- «Парочка подержанных идеалов» Генрика Ибсена — Педер Мортенсгор, Йуханнес Росмер
- «Идеальный вор» Ярослава Ивашкевича — Стефан
- «Мерси» И. Д. Шприц — Антон
- «Лето одного года» по пьесе Эрнеста Томпсона «На Золотом озере» — Чарли Мартин

Седьмая студия
- «Околоноля» по роману Н. Дубовицкого — Клоун'
- «Отморозки» по роману «Санькя» З. Прилепина

МХТ им. А. П. Чехова
- «Мастер и Маргарита» — Бегемот
- «Событие» — Альфред Афанасьевич Барбошин
- «Преступление и наказание» — Порфирий Петрович
- «Зойкина квартира» — Обольянинов
- «Примадонны» — Дункан
- «Сказка о том, что мы можем, а чего нет» — Козухин

### Роли кино
- 1997 — Американка — Кочет
- 1997 — 1998 — Улицы разбитых фонарей (эпизод № 15 «Высокое напряжение») — «Шестёрка»
- 1998—2004 — Агент национальной безопасности 1, 5 — заключённый (серия «Петя и „Вол“») / Паша (фильм «Тихий берег»)
- 2000 — 2001 — Убойная сила 2 (эпизод «Дачный сезон») — бандит по прозвищу «Перхоть»
- 2001 — Телец — один из охранников Ленина
- 2002 — Агентство «Золотая пуля» (эпизод «Дело об урановом контейнере 2») — «Паук»
- 2003 — Улицы разбитых фонарей 5 (эпизод «Налог на убийство») — Аверин
- 2003 — Отец и сын — Фёдор, сын фронтового друга отца
- 2004 — Улицы разбитых фонарей 6 (эпизод «Чёрный король») — Устинов
- 2004 — Удалённый доступ — Игорь, друг Сергея
- 2004 — Сёстры — Лёша, оператор
- 2004 — Именины — Мишка, хозяин деревенского клуба
- 2004 — Иванов и Рабинович — предприниматель
- 2005 — Счастливый —
- 2005 — Принцесса и нищий — эпизод
- 2005 — Королевство кривых… — Витёк (1-серия)
- 2005 — Большая прогулка —
- 2005 — Sказка O Sчастье — Орлов
- 2005 — Семья —
- 2005 — Гарпастум — солдат (эпизод)
- 2006 — Свой-чужой — Воронок, оперуполномоченный
- 2006 — 977 / Девять семь семь — Иван, молодой учёный
- 2006 — Острог. Дело Фёдора Сеченова — Яков Степанович Дергач («Прикус»)
- 2007 — Группа «Зета» — «Латыш», зэк
- 2007 — Щастье — Валерий Васильевич («Валера»), владелец туристической фирмы-«однодневки», аферист
- 2007 — Омут — «Пупок»
- 2007 — В гавань заходили корабли — Сучков
- 2008 — Мы поженимся, в крайнем случае созвонимся — Алексей Чернышов
- 2008 — Двое из ларца 2 (фильм «Атака клонов») — Лёха Гончаров, «Гончий»
- 2008 — Бумажный солдат — Герман Титов
- 2009 — Черта — следователь
- 2009 — Татарская княжна — Перченко
- 2009 — Одержимый — оперативник
- 2009 — Московский дворик — Михаил Никитин, друг Николая
- 2009 — Когда растаял снег — капитан Латышев
- 2009 — Европа-Азия — Поник
- 2009 — Дорожный патруль 3 (эпизод «Криминальный тест-драйв») — Гена
- 2009 — Гармония. Город счастья — Николай Рерих
- 2009 — Вербное воскресенье — Пётр, ухажёр Оксаны
- 2009 — Маленькие трагедии (эпизод «Каменный гость») — Лепорелло
- 2010 — Плен страсти — Яков Петерс, революционер
- 2010 — Государственная защита — Леонид Сизов
- 2010 — Москва, я люблю тебя! (эпизод «Никитские ворота») — Владимир, муж
- 2010 — Трава под снегом — Игорь Хрусталёв, муж Леси
- 2010 — Тульский-Токарев — Вадим Колчин
- 2010 — Явление природы — «Женька-сумасшедший»
- 2010 — Без мужчин — Паша
- 2010 — Гончие 3 (фильм № 2 «Большие ставки») — Погорелов
- 2010 — Бес — «странный»
- 2011 — Краткий курс счастливой жизни — Олег
- 2011 — Отрыв — Святцев, майор госбезопасности
- 2011 — В огонь и воду — Владимир
- 2011 — Блиндаж — Шуфель, немецкий офицер
- 2011 — Бесприданница — Робинзон
- 2011 — Шхера 17 —
- 2012 — Однолюбы — Николай Удальцов
- 2013 — Оттепель — Костя Паршин, сценарист
- 2013 — Двойная жизнь — Андрей
- 2013 — Лютый — Караваев
- 2013 — Дело чести — «Федя Кабзистый», племянник Виктора Павловича
- 2014 — Чудотворец — Лёня Гузак
- 2014 — Майя — Фёдор Сергеевич Дамаскин, следователь
- 2014 — Майские ленты — Денис, друг Руслана
- 2014 — Бесы — Сергей Васильевич Липутин, мелкий чиновник, отец большого семейства
- 2014 — Господа-товарищи — Гуртовой, заместитель начальника МУРа
- 2015 — Алхимик. Эликсир Фауста — Освальд Райнер, член Ордена Иллюминатов
- 2015 — Деньги — Алексей Баранников, изобретатель (прототип — Виктор Иванович Баранов)
- 2015 — Город — Муса, хозяин тира
- 2016 — Пушкин — Маркин («Эрмитаж»), вор-рецидивист, друг Василия Киселёва («Пушкина») по детскому дому
- 2016 — Вышибала — Владимир Романцов, юрист коллекторской фирмы «Финансовый посредник»
- 2016 — Ивановы — Пётр
- 2016 — Отражение радуги — Вадим Торопов
- 2016 — Консультант — Игорь Коломейчик, пожарный инспектор
- 2016 — Садовое кольцо — Когтев, следователь
- 2017 — Легенда о Коловрате — князь Игорь
- 2017 — Кровавая барыня — Глеб Алексеевич Салтыков, ротмистр лейб-гвардии Конного полка, муж помещицы Дарьи Салтыковой
- 2017 — Ноль — Валера, водитель троллейбуса, вдовец, отец Алисы
- 2017 — Победители — Филипп Игнатьевич Гущин, прокурор
- 2017 — Территория — Виктор Сергеевич Комаров («Комар»), пасечник
- 2018 — Лучше, чем люди — Глеб, начальник службы безопасности компании «Cronos»
- 2018 — Годунов — Фёдор Иванович, царь всея Руси, сын Ивана Грозного
- 2018 — Презумпция невиновности — Николай Волков, бывший сотрудник Следственного комитета
- 2019 — Братство — Володя, резидент КГБ в Афганистане
- 2019 — Большая поэзия — Цыпин, начальник охраны банка
- 2019 — Детективный синдром — Герман Николаевич
- 2019 — Мысленный волк — Мухортов
- 2019 — Давай разведёмся! — Фёдор, участковый уполномоченный полиции
- 2019 — Цыплёнок жареный — Иван Палыч, самогонщик
- 2020 — Проект «Анна Николаевна» — Вячеслав Ляпин, оперативник
- 2020 — Сентенция — Анатолий
- 2020 — Последний министр — Алексей Геннадиевич Плотников, куратор Евгения Тихомирова из администрации президента
- 2020 — Хороший человек — Рогатин, отшельник
- 2021 — Вертинский — Никола Карагеоргиевич, сербский князь, лейб-гвардии казак
- 2021 — Комета Галлея — продавец ёлок на новогоднем ёлочном базаре (эпизод)[4]
- 2021 — Обитель — Александр Петрович Ногтев, начальник Соловецкого лагеря особого назначения
- 2022 — Сказка для старых — средний брат
- 2022 — Зона комфорта 2 — Федор Константинович Смирнов, инспектор межрайонной ИФНС по Мурманской обл. (с 5-й серии)
- 2022 — Аманат — Семен
- 2022 — Обоюдное согласие — Павел Круглов, начальник следственного управления
- 2022 — Зверобой — Александр Корнеев
- 2022 — Тайфун — Денис Кречетов
- 2022 — Закрыть гештальт — Мотя, бандит
- 2022 — Первый Оскар — Анатолий Головня
- 2023 — Шаляпин — Исай Дворищин
- 2023 — Снег, сестра и росомаха — Николай, полицейский
- 2023 — Ольга — Виктор Сергеевич Романов, мясник/возлюбленный Лены (с 9-й серии 5-го сезона)
- 2023 — Наследие — полицейский
- 2023 — За Палыча! — Анатолий Юрьевич
- 2023 — Трейдер — Игнат
- 2023 — Ухожу красиво — капитан Бибиков, начальник ОВД
- 2023 — По щучьему велению — Кощей
- 2023 — Отпуск в октябре — актёр в роли бандита
- 2023 — Поедем с тобой в Макао
- 2024 — Зона комфорта 3 — Федор Константинович Смирнов, инспектор межрайонной ИФНС по Мурманской обл.
- 2024 — Внутри убийцы — Марат Апраксин
- 2024 — Выжившие — «Соловей»
- 2024 — В баню! — Владимир Щеглов
- 2024 — Блиндаж — майор Николаев
- 2024 — Джекпот — Гена
- 2024 — Тень Чикатило — Михаил Попков / Ангарский маньяк
- 2025 — Александр I — Павел I
- 2025 — Путешествие на солнце и обратно

### Композитор
1. 2006 — 977

### Кинорежиссёр
1. 2022 — Сказка для старых

## Награды
- 2008 — Санкт-Петербургская независимая актёрская премия им. В. И. Стржельчика
- 2016 — XI Международный кинофестиваль «В кругу семьи», С.-Петербург — приз за лучшую мужскую роль (фильм «Ивановы»)[5]